# Roel Teeuwen

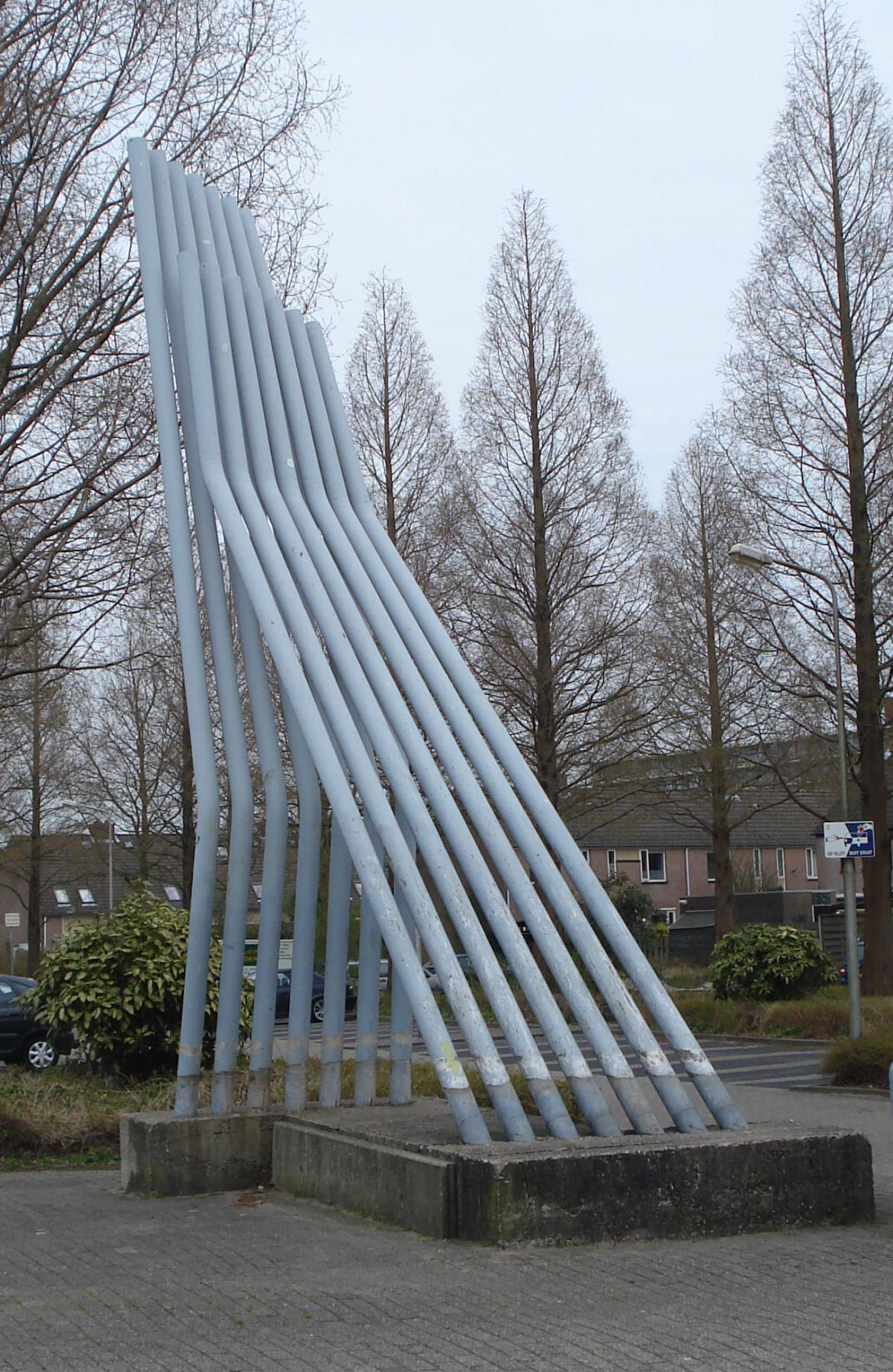
Sportlaan, Alblasserdam, The Netherlands. Wed-strijd (1974) van Roel Teeuwen, gemaakt van 14 stalen buizen in beton.

Roelof Martinus (Roel) Teeuwen (Gouda, 31 augustus 1944 – Alblasserdam, 20 april 2025) was een Nederlands beeldend kunstenaar. Veel van zijn kunstwerken bevinden zich in de publieke ruimte. Hij was medeoprichter van de Stichting Openluchtmuseum Beeldenpark Zwijndrecht.

## Werken (selectie)
- Wed-strijd (1974), Alblasserdam
- Speelplastiek Gedeeld (1974), Krimpen aan den IJssel
- Drie Zebra's (1977), Papendrecht
- Ketting (1979), Zoetermeer
- Kralensnoer (1980), Dordrecht
- Natuur/cultuur (1982), Tilburg[1]
- Natuur, cultuur (1982), Wassenaar
- Kralensnoer-Klootjeslijn (1984), Hellevoetsluis
- Kralen (1985), Amsterdam[2]
- Geborgenheid (1997), Alblasserdam
- Lichtpijpen (2004), Haarlemmermeer
- Samenspel (2005), Alblasserdam
- De weg naar het licht (2011), Alblasserdam
- Bronzen boomstronk, Alblasserdam
- Schoofje, Hendrik-Ido-Ambacht
- Groeivormen in de Hoftuin, Hillegom
- Wuivend riet, Hoekse Waard